# Одо Орлеански
Одо I Орлеански (на френски: Eudes, Odo, Udo, Hodo, Uodo; * пр. 798; † 834) е първо граф в Рейнланд/Лангау (821 – 826) и след това от 828 до 834 г. граф на Графство Орлеан (comes Aurelianensium).

## Произход
Одо произлиза от род Удалрихинги. Към неговите прародители се броят Карл Мартел, Пипин I Стари и лангобардския крал Дезидерий. Той е син на Адриан (граф на Орлеан) или на Ербио († сл. 808) от род Геролдони.

## Фамилия
Одо се жени за Ингелтруда от Фезенсак от род Матфриди и има три деца:
- Гебхард, граф в Долен Лангау, родоначалник на род Конрадини
- Вилхелм Орлеански († 866)
- Ирментруда Орлеанска (Irmintrud, Ermentrud; * 27 септември 825, † 6 октомври 869), на 13 декември 842 г. се омъжва за император Карл II Плешиви (Каролинги)